# 佩珀代因大學法學院

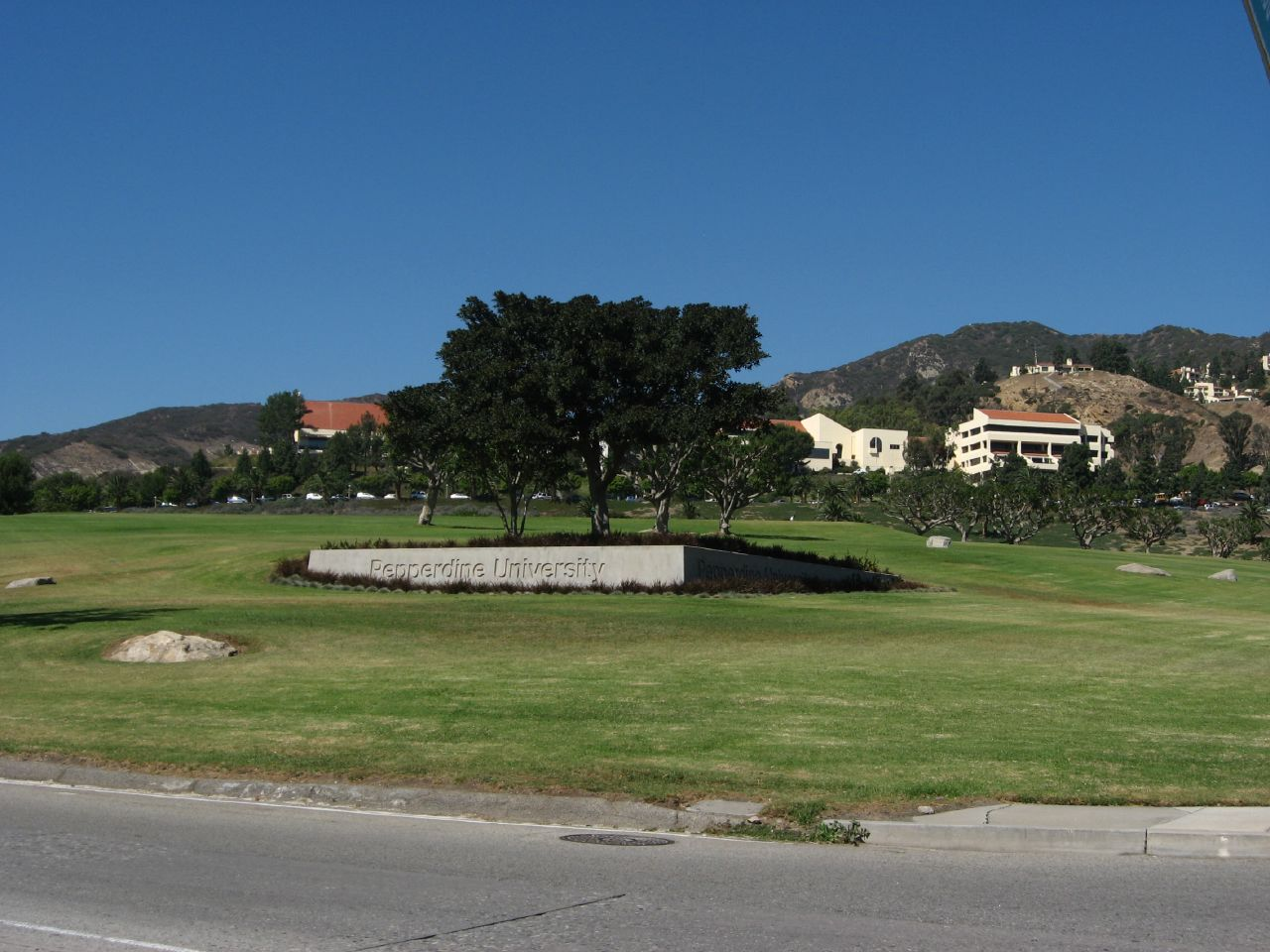
佩珀代因大學

佩珀代因大學法学院（Pepperdine University School of Law）是佩珀代因大學下设的法学院。其位于美国加州马利布，与西维尔学院校区毗邻，并拥有大约670名来自全国各地的学生。该学院完全受到美国律师协会的认可，并且是美国法学院协会的成员之一。该法学院最近成为著名的美国法学院优等生协会法相庄严（Order of the Coif）的成员。佩珀代因大學的施特劳斯纠纷解决研究所一直位列美国纠纷解决项目第1名，并提供法学硕士（LL.M.）和其它硕士和证书项目。该学校提供的一些其它较新的学位包括连同西维尔学院的法律博士（JD）／神学硕士。其它的双学位项目包括法律博士（JD）／工商管理硕士（MBA）、法律博士（JD）／公共政策硕士（MPP）、法律博士（JD）／纠纷解决硕士（MDR）。该学院提供夏季课程和在英国伦敦的秋季课程。现任院长是迪纳尔·瑞斯·塔恰（Deanell Reece Tacha）。
该学校在2016年《美国新闻与世界报导》上位列美国法学院的第65名。该学校以它的娱乐法和纠纷解决项目闻名，纠纷解决项目目前位列美国第2名。